# Jeremy David Kark
Jeremy David Kark (9 de septiembre de 1943 - 24 de mayo de 2018) fue un epidemiólogo israelí nacido en Sudáfrica. Fue profesor de epidemiología en la Universidad Hebrea, en la Escuela de Salud Pública y Medicina Comunitaria de Hadassah y La Universidad Hebrea de Jerusalén  y adjunto en el Centro de Investigación de Políticas de Salud en la Universidad de Stanford.

## Biografía
Jeremy David Kark nació en Pholela, KwaZulu-Natal, Sudáfrica. Sus padres, Sidney Kark y Emily Kark,  fueron médicos de familia, pioneros en el enfoque comunitario de la atención primaria. Ellos establecieron el primer  centro de salud comunitaria basado en la práctica de Medicina Social, que luego se desarrolló como el modelo de Atención Primaria Orientada a la Comunidad (COPC en su denominación original en inglés). Jeremy vivió en Pholela hasta 1946. Jeremy Kark asistió a Westville Boys' High School (Escuela Secundaria) en Durban, y en 1957 se trasladó con su familia a Chapel Hill, Carolina del Norte, EE. UU. En 1958, su padre fundó el Departamento de Epidemiología de la Escuela de Salud Pública de la Universidad de Carolina del Norte. En 1959, los padres de Kark emigraron a Jerusalén, donde establecieron el Departamento de Medicina Social de la Universidad Hebrea y la Organización Médica Hadassah. Luego de graduarse  de Chapel Hill High School en 1960, se unió a su familia en Israel.
Kark estudió medicina en la Facultad de Medicina de la Universidad Hebrea de Jerusalén, graduándose en 1968. Obtuvo el MPH (Master of Public Health en inglés) entre 1972 y 1974 en la misma Universidad. Entre 1974 y 1977 realizó un doctorado en Epidemiología con su supervisor, el profesor John Cassel, en la Universidad de Carolina del Norte en Chapel Hill, EE. UU. 
Kark se casó con Ruth Kleiner Kark, a quien conoció en 1960, y tuvieron tres hijos y siete nietos. Jeremy Kark falleció en mayo de 2018 en Jerusalén.

## Carrera académica y profesional
Jeremy Kark sirvió en las Fuerzas de Defensa de Israel durante las décadas entre 1960 y 1980. Entre 1976 y 1980 Kark fue director de Salud Pública  del Cuerpo Médico de las FDI. Desde 1980 hasta 1995 fue Jefe de la Unidad de Investigación de Epidemiología del Cuerpo Médico de las FDI. Durante su carrera como médico en las fuerzas armadas Kark estableció las bases de datos médicos claves de los nuevos reclutas para seguimiento longitudinal y además desarrolló un bio-repositorio en las FDI.
En 1980, Kark se unió al Departamento de Medicina Social de la Escuela Braun de Salud Pública y Medicina Comunitaria, de la Facultad de Medicina de la Universidad Hebrea-y la Organización Médica Hadassah. En 1993, Kark fue nombrado Profesor Titular de Epidemiología en la Universidad Hebrea de Jerusalén. 
Entre 1991 y 2008, Kark se desempeñó como Jefe de la Unidad de Epidemiología del Hospital Hadassah. Entre 1994 y 2001, él dirigió la Unidad Cardiovascular en el Centro Israelí de Control de Enfermedades. También se desempeñó como Director del Programa Legacy-Heritage International MPH, en la Escuela de Salud Pública y Medicina Comunitaria de la Universidad Hebrea-Hadassah en 2006-2007, siguiendo en los pasos de sus padres.
Kark se destacó en la investigación médica, con  estudios especialmente valiosos que contribuyeron al avance científico a nivel mundial. Estos incluyen el estudio longitudinal de la Clínica de Investigación de Lípidos de Jerusalén (LRC) sobre factores cardiovasculares, de cáncer, diabetes y de riesgo cognitivo (desde la década de 1970 hasta la actualidad) y estudios sobre predictores durante la adolescencia del cáncer y la mortalidad por causas específicas en la edad adulta basado en el seguimiento de más de dos millones de personas por hasta cuatro décadas. Su estudio en Israel durante la Guerra del Golfo de 1991 demostró el impacto del estrés en la muerte prematura. Su trabajo sobre la relación entre la religiosidad y la salud en la cual comparó los Kibbutzim habitados por israelíes religiosos y seculares y descubrió tasas de mortalidad más bajas tanto para hombres como para mujeres en los Kibbutzim religiosos, lo que sugiere que la práctica religiosa tiene un efecto protector.
Kark publicó sus trabajos en más de 300 artículos científicos en revistas revisados por pares, incluyendo revistas prestigiosas de medicina, salud pública y de epidemiología, entre ellas The New England Journal of Medicine, y The Lancet.

## Premios y conmemoraciones

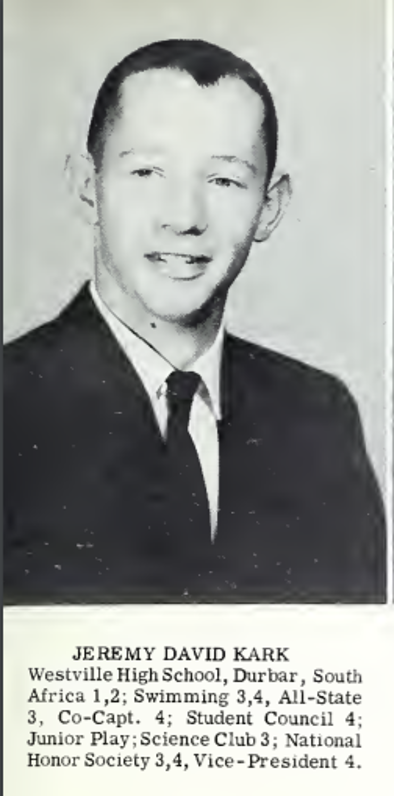
Jeremy Kark en el anuario de la escuela secundaria Chapel Hill en 1960

En 2018, después de la muerte de Kark, su esposa estableció el "Premio Jeremy D. Kark Legacy para la Excelencia Académica", otorgado anualmente a un estudiante de Maestría Internacional en Salud Pública (IMPH) en la Universidad Hebrea - la Facultad de Salud Pública y Medicina Comunitaria de Hadassah en Jerusalén en reconocimiento de un desempeño académico y de investigación sobresaliente con respeto a sus compañeros del curso.
Recipientes del premio desde que fue creado en 2018:
- 2018 – Dr Luz Angela Torres Lopez (Colombia),[26]
- 2019 – Dr Stella Njeri Kanja (Kenya).[27]

## Trabajos publicados
- Boker, L. K., Twig, G., Klaitman-Meir, V., Derazne, E., Shina, A., Levine, H., & Kark, J. D. (2020). Adolescent characteristics and incidence of pre-malignant disease and invasive tumors of the cervix. International Journal of Gynecologic Cancer, ijgc-2019.
- Furer, A., Afek, A., Sommer, A., Keinan-Boker, L., Derazne, E., Levi, Z., ... & Kark, J. D. (2020). Adolescent obesity and midlife cancer risk: a population-based cohort study of 2· 3 million adolescents in Israel. The Lancet Diabetes & Endocrinology, 8(3), 216-225.
- Twig, G., Yaniv, G., Levine, H., Leiba, A., Goldberger, N., Derazne, E., Ben-Ami Shor, D., Tzur, D., Afek, A., Shamiss, A. and Haklai, Z., (2016). Body-mass index in 2.3 million adolescents and cardiovascular death in adulthood. New England Journal of Medicine, 374(25), pp. 2430–2440.
- Ben-Dov, I.Z., Kark, J.D., Ben-Ishay, D., Mekler, J., Ben-Arie, L. and Bursztyn, M., (2007). Predictors of all-cause mortality in clinical ambulatory monitoring: unique aspects of blood pressure during sleep. Hypertension, 49(6), pp. 1235–1241.
- Guallar, E., Sanz-Gallardo, M.I., Veer, P.V.T., Bode, P., Aro, A., Gómez-Aracena, J., Kark, J.D., Riemersma, R.A., Martín-Moreno, J.M. and Kok, F.J., (2002). Mercury, fish oils, and the risk of myocardial infarction. New England Journal of Medicine, 347(22), pp. 1747–1754.
- Kohlmeier, L., Kark, J.D., Gomez-Gracia, E., Martin, B.C., Steck, S.E., Kardinaal, A.F., Ringstad, J., Thamm, M., Masaev, V., Riemersma, R. and Martin-Moreno, J.M., (1997). Lycopene and myocardial infarction risk in the EURAMIC Study. American Journal of Epidemiology, 146(8), pp. 618–626.
- Kark, J. D., Shemi, G., Friedlander, Y., Martin, O., Manor, O., & Blondheim, S. H. (1996). Does religious observance promote health? mortality in secular vs religious kibbutzim in Israel. American Journal of Public Health, 86(3), 341-346.
- Kark, J. D., Goldman, S., & Epstein, L. (1995). Iraqi missile attacks on Israel: The association of mortality with a life-threatening stressor. Jama, 273(15), 1208-1210.
- Salomaa, V., Riley, W., Kark, J.D., Nardo, C. and Folsom, A.R., (1995). Non–insulin-dependent diabetes mellitus and fasting glucose and insulin concentrations are associated with arterial stiffness indexes: the ARIC study. Circulation, 91(5), pp. 1432–1443.